# 蒲錦文
蒲錦文（英語：William Po Kam-man，1957年—2024年8月26日），香港會計師，曾任護苗基金主席，蒲錦文會計師事務所創辦人，會計界選委，熱心公益，但為人低調，曾於四大會計師行工作（當年為八大會計師行）。1990年代自立門戶，工作與生活平衡（Work–life balance）的倡導者。

## 簡歷
蒲錦文1957年出生於香港。中學就讀於九龍華仁書院，其後升讀香港理工學院會計系。曾出任香港電影金像獎協會會計師。2017年至2018年，曾出任香港基督教服務處管理委員會委員。2018年至2020年，曾出任該服務處義務司庫。
2024年8月26日，蒲錦文逝世，享年67歲。